# Генрих VIII (опера)

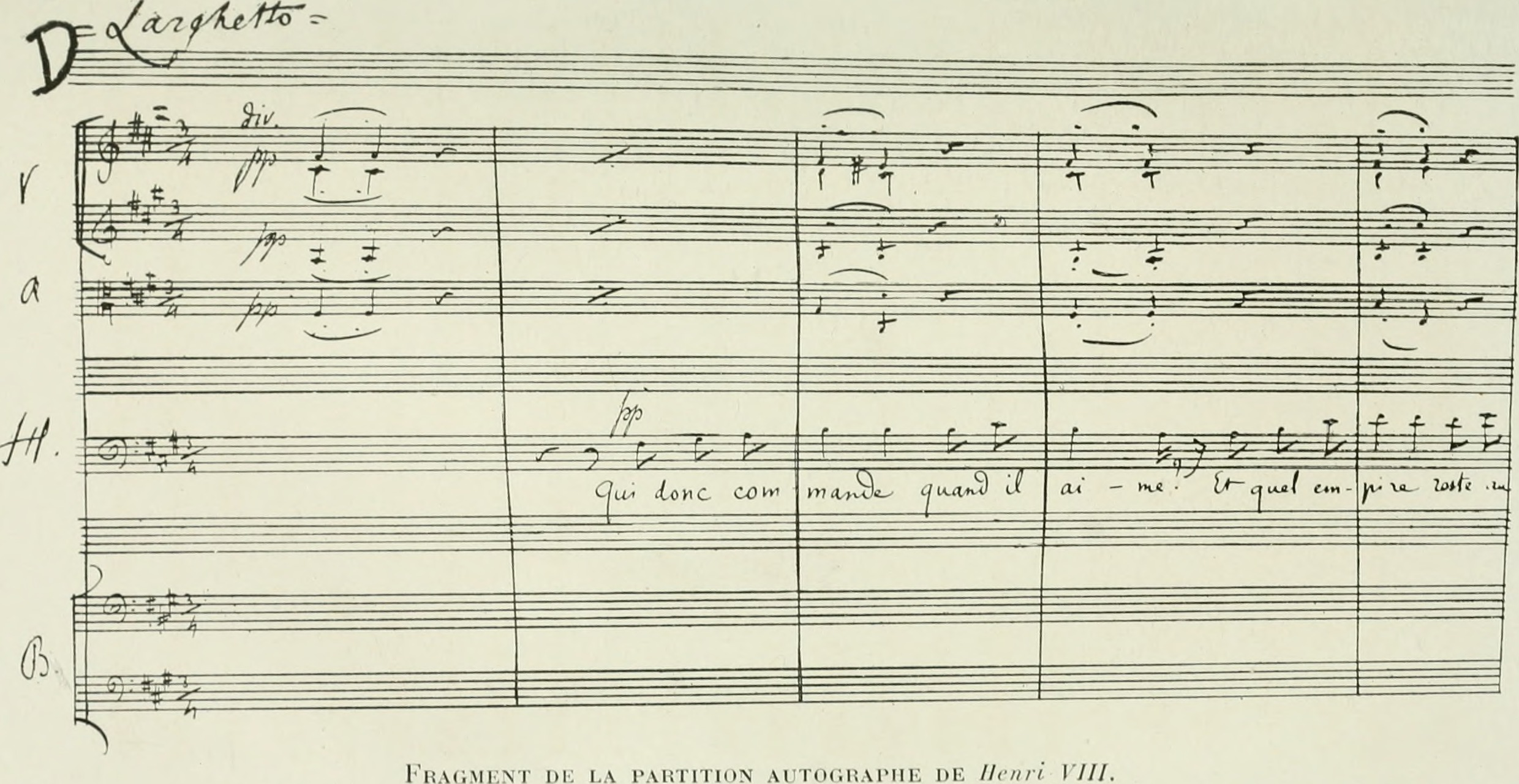
Фрагмент партитуры «Генриха VIII», с автографом

«Генрих VIII» (фр. Henry VIII) — опера в четырех действиях и шести картинах Камиля Сен-Санса на либретто Леонса Детруайя и Арманда Сильвестра, премьера которой состоялась в Париже 5 марта 1883 года в Национальной академии музыки.

## Роли
- Генрих VIII, король Англии (баритон)
- Дон Гомес де Фериа, посол Испании (тенор)
- Кардинал Кампеджо, папский легат (бас)
- Граф Суррей (тенор)
- Герцог Норфолк (бас)
- Кранмер, архиепископ Кентерберийский (бас)
- Катерина Арагонская (сопрано)
- Анна де Болейн (меццо-сопрано)
- Леди Кларенс, фрейлина Кэтрин (сопрано)
- Гартер, герольдмейстер (тенор)
- Четыре лорда (2 тенора, 2 баса)
- Судебный пристав (бас)
- Офицер (тенор)
- Лорды, судьи, члены парламента, офицеры и солдаты, пажи, фрейлины, мужчины и женщины из народа и т. д.

## Другие премьеры
- Милан, 26 декабря 1895 года, Ла Скала,
- Лондон, 14 июля 1898 года, Ковент-Гарден,
- Монако, 21 марта 1908, театр Монте-Карло.

## Избранная дискография
- Philippe Rouillon, Henry VIII, Michèle Command, Catherine d’Aragon, Lucile Vignon, Anne de Boleyn, Alain Gabriel, Don Gomez de Feria, Philippe Bohee, le duc de Norfolk, Gérard Serkoyan, le Cardinal Campeggio, Jean-Marc Loisel, l’Archevêque de Canterbury, Chœurs du Théâtre des Arts Rouen, Fanfare de Villers-Cotterêts, mise en scène, Pierre Jourdan, Orchestre lyrique français, dir. Alain Guingal. DVD Cascavelle 2003